# 薩索沃 (維諾吉拉季夫區)
48°5′40″N 23°4′32″E / 48.09444°N 23.07556°E
薩索沃（烏克蘭語：Сасово）是位於烏克蘭西部外喀爾巴阡州裏貝雷霍韋區的村莊，始建於1290年，面積6.32平方公里，海拔高度131米，2001年人口2,281，人口密度每平方公里360人。